# Pasifika Festival

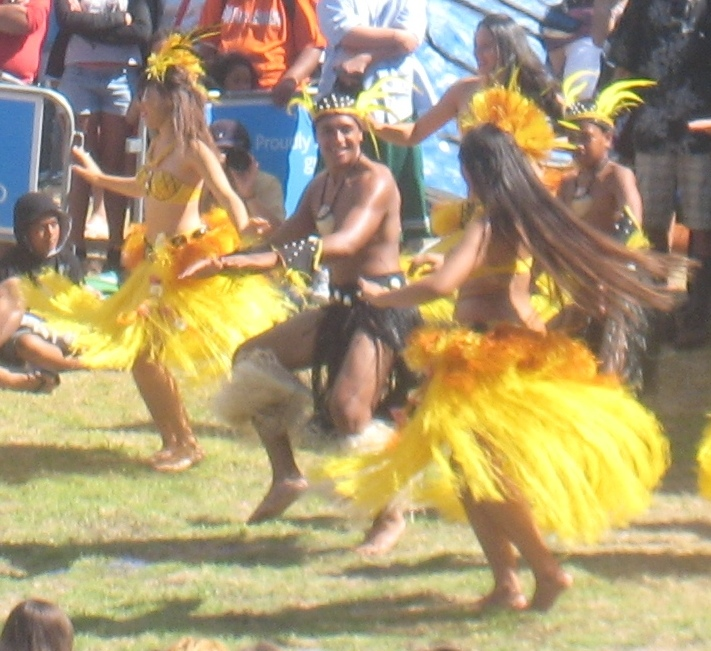
Tänzer der Cookinseln beim Pasifika-Festival in Auckland.

Das Pasifika Festival ist ein Kultur-Festival zur Kultur der Pazifikinseln. Das Festival wird seit 1993 jährlich im Western Springs Reserve, Auckland, Neuseeland, von Pasifika New Zealanders durchgeführt und ist das größte Festival seiner Art weltweit. Es zieht jedes Jahr mehr als 200.000 Besucher an.
Die Veranstaltung wird vom Auckland Council organisiert.
Das Festival präsentiert eine große Bandbreite an kulturellen Darbietungen, inklusive traditioneller Gerichte und Vorführungen aus Samoa, Tonga, Cookinseln, Fidschi, Niue, Tahiti, Tokelau, Tuvalu, Kiribati und Tangata Whenua (Neuseeland-Māori).

## Geschichte

### Anfänge
Initiator für das Festival war Roy Vaughan, ein Sekretär des South Pacific Forum. Seine Idee, eine Veranstaltung zur Würdigung der Kulturen des Südpazifiks zu schaffen, wurde im Februar 1991 verwirklicht, als er seinen Vorschlag mehreren hochrangigen Beamten südpazifischer Staaten vorstellte: dem Generalkonsul der Cookinseln, Bill Te Ariki, dem Generalkonsul von Papua-Neuguinea, Alister Martin und anderen. Ursprünglich sollte das Festival im Zentrum von Auckland stattfinden. Die neu gegründete South Pacific Island Nation Development Agency sammelte Rückmeldungen aus der Community und verlegte den Veranstaltungsort eineinhalb Wochen vor Beginn nach Western Springs; Western Springs wurde auch vom Bürgermeister (mayor) Les Mills und dem City Council unterstützt.
Das erste Pasifika Festival wurde am 6. bis zum 12. März 1993 veranstaltet; der Community Day wurde von 30.000 Besuchern wahrgenommen. Der Umfang des Festivals erweiterte sich bereits bei der ersten Veranstaltung, da auch mehrere mikronesische und melanesische Gruppen Teil nahmen. Trotz anfänglicher Skepsis und Bemerkungen zu mangelnder Repräsentation in einer Evaluierung von Nancy Sheehan war das Festival insgesamt erfolgreich. Das Festival wurde im nächsten Jahr mit dem
Creative New Zealand Creative Places Award ausgezeichnet.
Die jährlichen Veranstaltungen fanden in den ersten vier Jahren ohne wesentliche Änderungen statt. Im Jahr 1997, nach einer Umstrukturierung, nahm das Auckland City Council das Pasifika Committee in den Haushaltsplan auf und die Unterstützung von der South Pacific Island Nation Development Agency wurde überflüssig. Danach arbeitete der neue Veranstaltungskoordinator Pitsch Leiser in den zwei Jahren, in denen er beteiligt war, daran, das Festival nachhaltig zu gestalten. Von diesem Zeitpunkt an begannen die Besucherzahlen schnell zu wachsen.

### Weitere Jahre

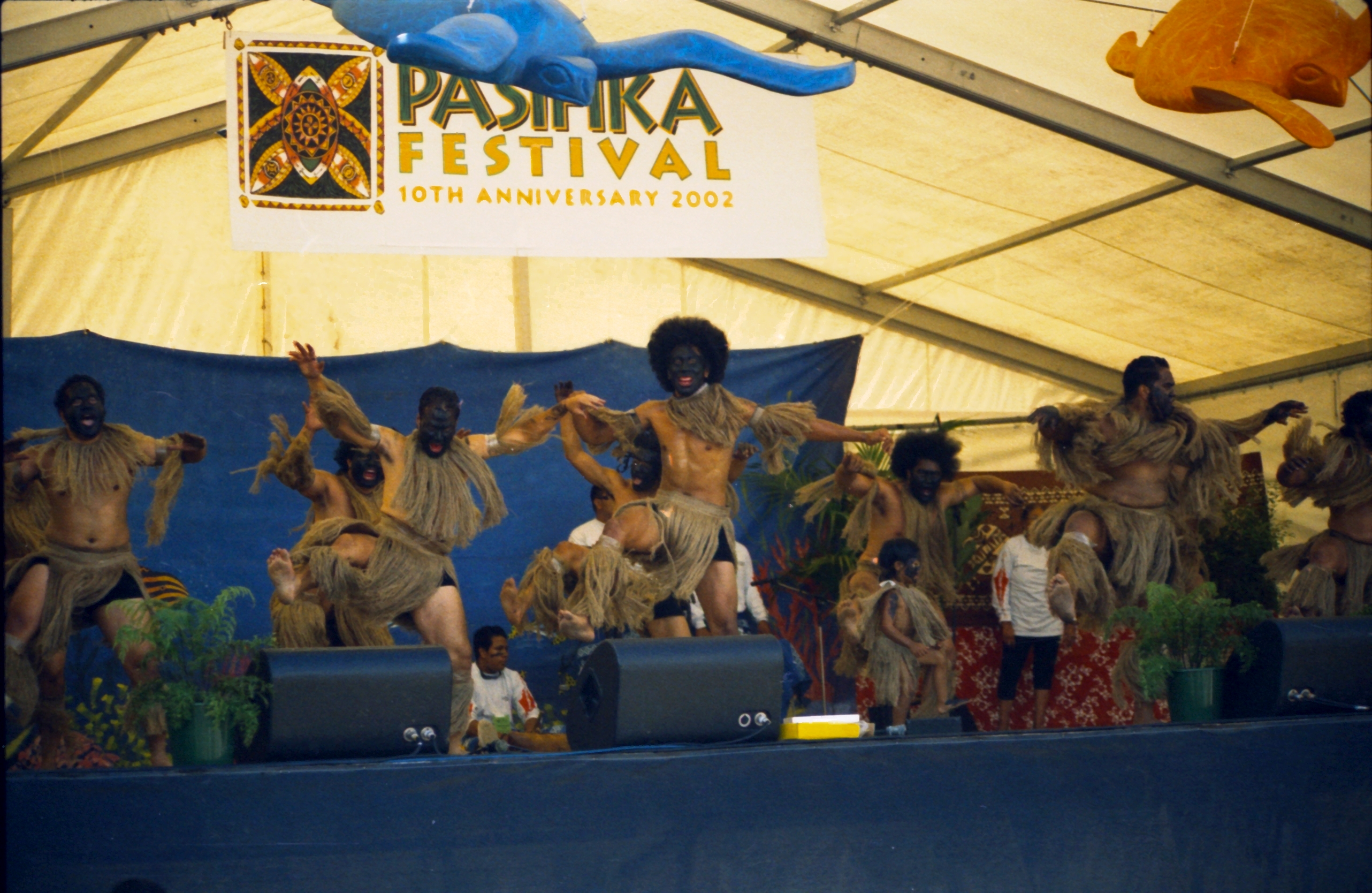
Tänzer aus Niue beim Pasifika Festival 2002.

Das Pasifika 1999 war das erste Festival mit einer großen Sponsorenschaft von Firmen. Auch wenn die Beteiligung von Kentucky Fried Chicken (KFC) als Hauptsponsor höchst umstritten war, konnte dadurch doch das Budget vergrößert werden und weitere große Sponsoren konnten für die folgenden Events gewonnen werden. Die zweite wichtige Entwicklung in diesem Jahr war die Einführung des Konzepts von national villages (Nationalen Dörfern), wo kulturell angemessen Gegenstände und Darbietungen präsentiert wurden.
Nach der Veranstaltung trat Leiser als Koordinator zurück. Die neue Koordinatorin, Michelle Khan, stellte die Kommunikation mit den Communities wieder her, erhöhte die Standbetreibergebühren und arbeitete an der Verbesserung und Stärkung der Rolle der „Dörfer“, die bis dahin fast nur Marktstände waren, während die Aufführungen auf den Hauptbühnen stattfanden. Die Organisatoren äußerten ihre Bedenken gegenüber den darstellenden Gruppen, wenn sie das Gefühl hatten, dass die Qualität der Aufführungen mangelhaft sei, und rieten ihnen, mehr Erfahrungen auf kleineren lokalen Festivals zu sammeln.
The Pasifika Festival 2000 wurde von fast 100.000 Menschen besucht. Das Festival 2001 wurde mit dem
Creative New Zealand Creative Places Award ausgezeichnet.

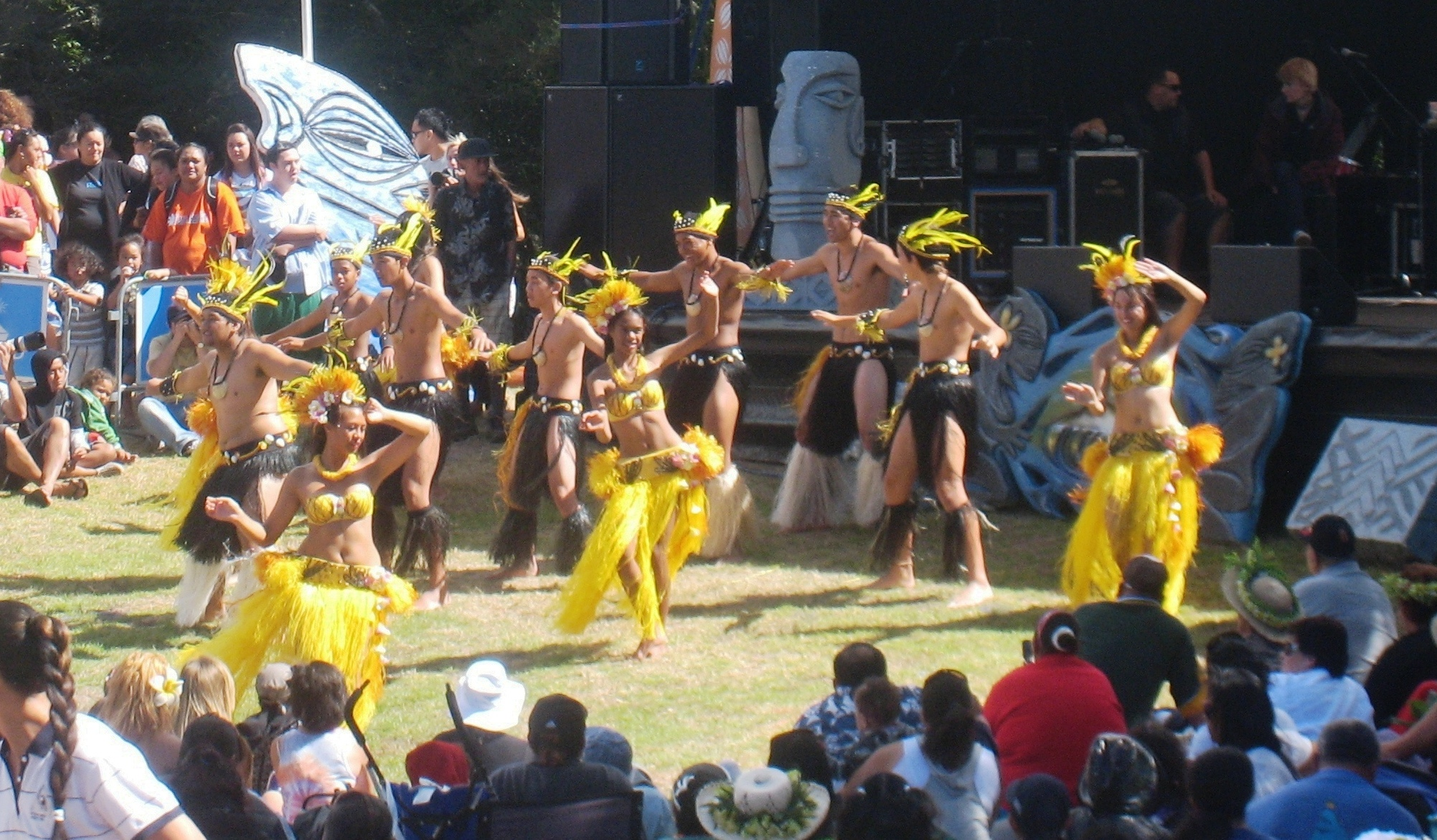
Tänzer auf der Bühne der Cook Islands 2010.

2002 wurde das Festival gemeinsam von Mere Lomaloma Elliot und einem Eventmanager organisiert, welcher keinen Bezug zur Pazifikregion hatte. Es galt aufgrund des mangelnden gegenseitigen Verständnisses zwischen den beiden als erfolglos. Elliot wurde 2003 wieder als Direktorin des Festivals gewählt und übernahm diese Funktion bis 2006. Die Aufgabe der Festival-Administration wurde 2004 von Rebecca Knox übernommen, die 2006 dann eine Teilung des Direktorenpostens in zwei Stellen anregte: der Operations Manager (Knox) und Strategic/Relationships Festival Director (Ole Maiava, ein Künstler und Eventmanager, der zuvor im Tu Fa’atasi Festival und dem Creekfest engagiert war).

### Seit 2010

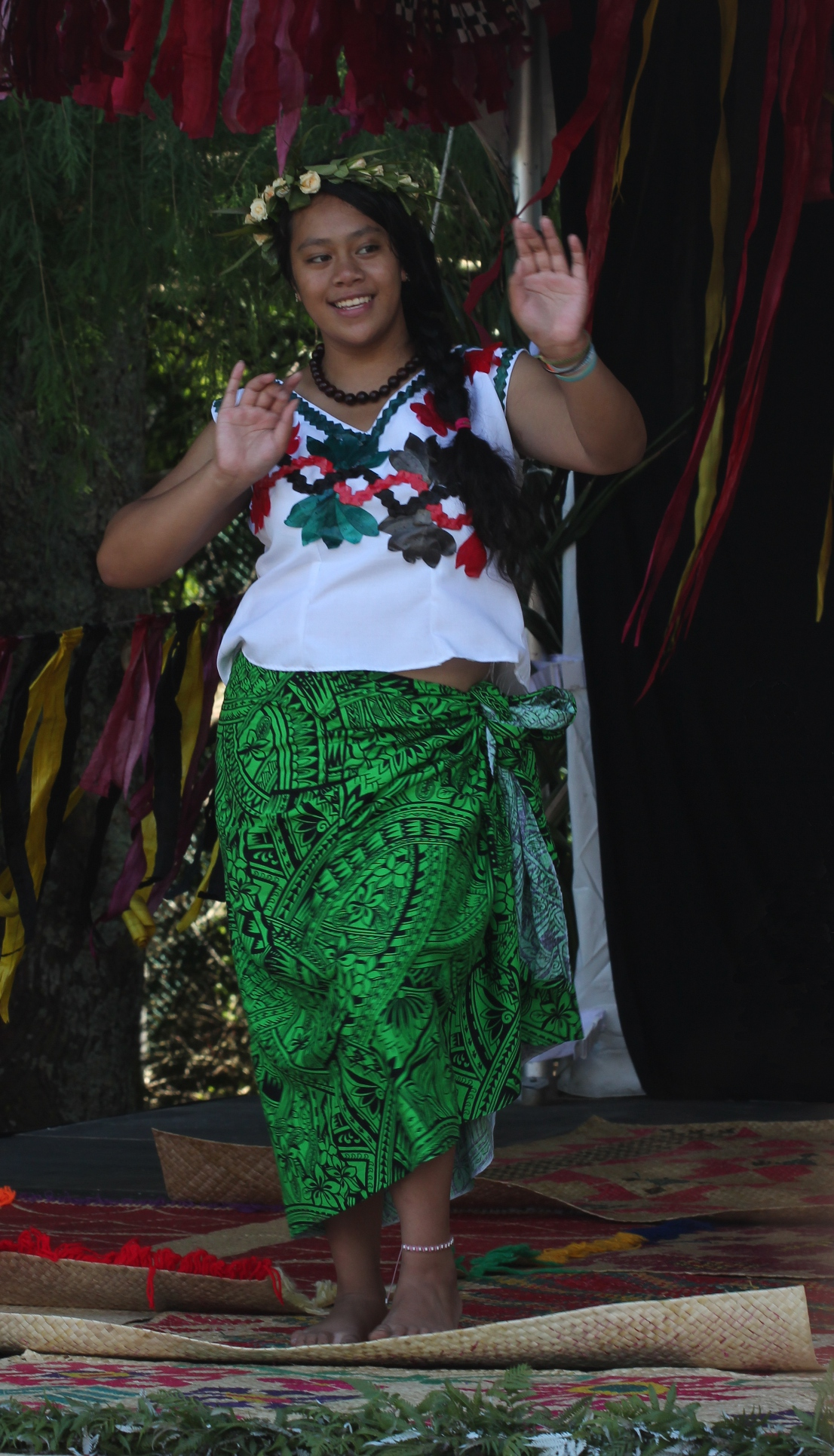
Tänzerin auf der Bühne von Tuvalu 2011.

Maiava hat das Vergütungsmodell für die Teilnehmer überarbeitet. Der Bewerbungsprozess wurde von Tanya Muagututi’a optimiert, die auch einen Workshop für aufstrebende Künstler einrichtete. Um diese Zeit begannen die Vorbereitungen  für das Festival das ganze Jahr einzunehmen und viele Mitarbeiter erhielten Vollzeitstellen. Nach dem Festival 2010  wurde das Pasifika Festival unter die Aufsicht des Auckland Tourism Events and Economic Development-Büros gestellt.
Die Frage nach dem Umgang mit Maori beschäftigte viele Menschen, doch die Organisatoren konnten nicht sofort eine Lösung finden, die für alle Beteiligten angemessen war.
Das Festival 2012 dauerte nur zwei Tage und ist seit 2019 auf 2 bis 3 Tage begrenzt.
Das Pasifika Festival 2014 hatte elf einzigartige „Villages“, welche die Kulturen von elf „Pacific Island Nations“ präsentierten: Cookinseln, Fidschi, Hawaii, Kiribati, Niue, Samoa, Tahiti, Tonga, Tokelau, Tuvalu und Aotearoa. Das elfte Dorf mit dem Thema Hawaii wurde in diesem Jahr eingeführt.
2015 wurde das Festival zeitweise nach Hayman Park in Manukau verlegt, nachdem Queensland fruit flies (Bactrocera tryoni) im Gebiet von Grey Lynn in der Nähe von Western Springs entdeckt worden waren. 2016 fand das Festival jedoch bereits wieder in Western Springs statt.
2019 wurde das Festival nach dem Terroranschlag auf zwei Moscheen in Christchurch aus Sicherheitsgründen ausgesetzt.
2020 wurde das Festival aufgrund der COVID-19-Pandemie in Neuseeland abgesagt. Es wurde 2021 im Mount Smart Stadium durchgeführt.

## Persönlichkeiten
- Joana Monolagi – Fijian Village Coordinator seit 2000.[24][25]